# Kingston (Norfolk)
Pour les articles homonymes, voir Kingston.
Kingston est la capitale du territoire australien de l'île de Norfolk, dans l'océan Pacifique Sud.
La création de la ville est liée à l'arrivée du Lieutenant Philip Gidley King et de 22 colons (y compris 9 prisonniers masculins et 6 féminins) le 6 mars 1788, moins de deux mois après la création de la colonie britannique de Nouvelle-Galles du Sud.

## Géographie

### Localisation
La ville est située dans l'extrême Est de l'Australie, au centre du Territoire autonome de l'île de Norfolk et au sud de l'île de Norfolk (l'île principale du Territoire).
Elle est distante de 1 900 kilomètres de Canberra, la capitale de l'Australie et du Territoire de la capitale australienne ; de 1 472 kilomètres de Brisbane, la capitale du Queensland ; de 1 675 kilomètres de Sydney, la capitale de la Nouvelle-Galles du Sud ; de 2 337 kilomètres de Melbourne, capitale de l'État de Victoria ; de 2 833 kilomètres d'Adélaïde, la capitale de l'Australie-Méridionale ; de 4 953 kilomètres de Perth, la capitale de l'Australie-Occidentale ; de 2 400 kilomètres de Hobart, la capitale de la Tasmanie ; de 7 530 des îles Cocos, le Territoire extérieur le plus éloigné de l'`île Norfolk ; de 1 493 kilomètres de Wellington, la capitale de la Nouvelle-Zélande ; de 769 kilomètres de Nouméa, capitale de la Nouvelle-Calédonie (France) (distances orthodromiques).

### Géologie et relief
Tout comme l'île en général, Kingston est située sur la ride de Norfolk qui est à l'origine des trois îles du Territoire. Le sol est d'origine volcanique constitué de basaltes et de tufs âgé d'environ trois millions d'années.

Située le long de la côte, la ville, comme le reste des côtes de l'île, doit faire face à une érosion particulière en raison d'un sol rouge ferralitique constitué d'argile (en plus du basalte et du tufs).

Géographie de Kingston
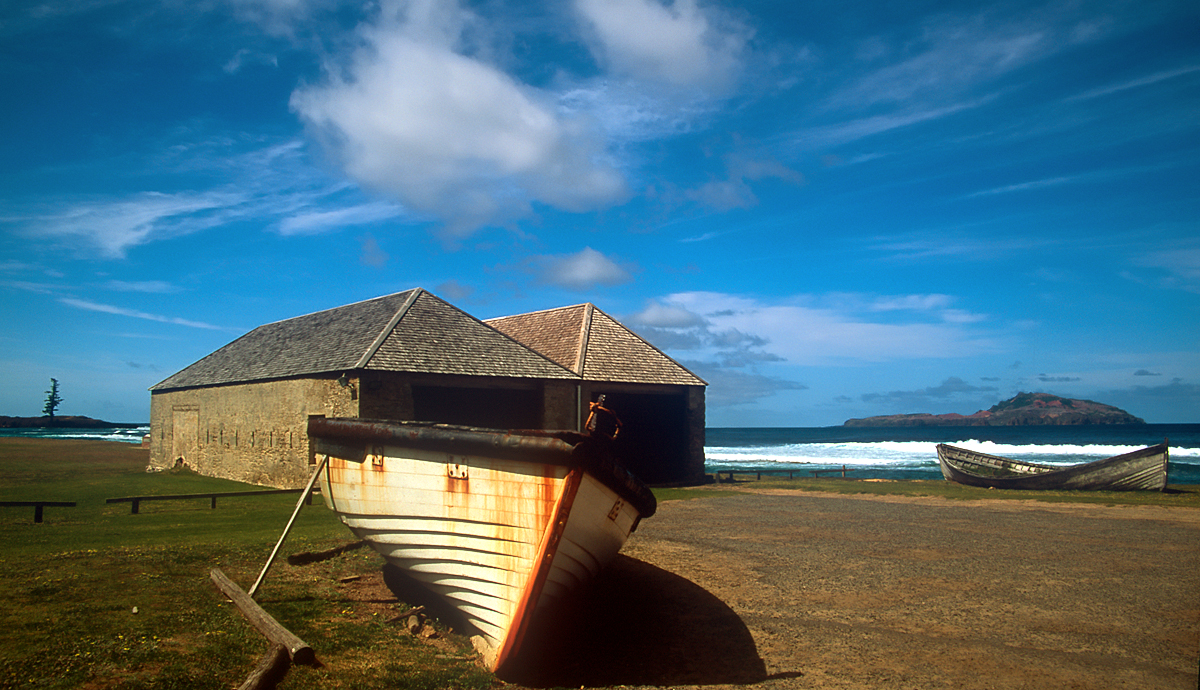
Littoral
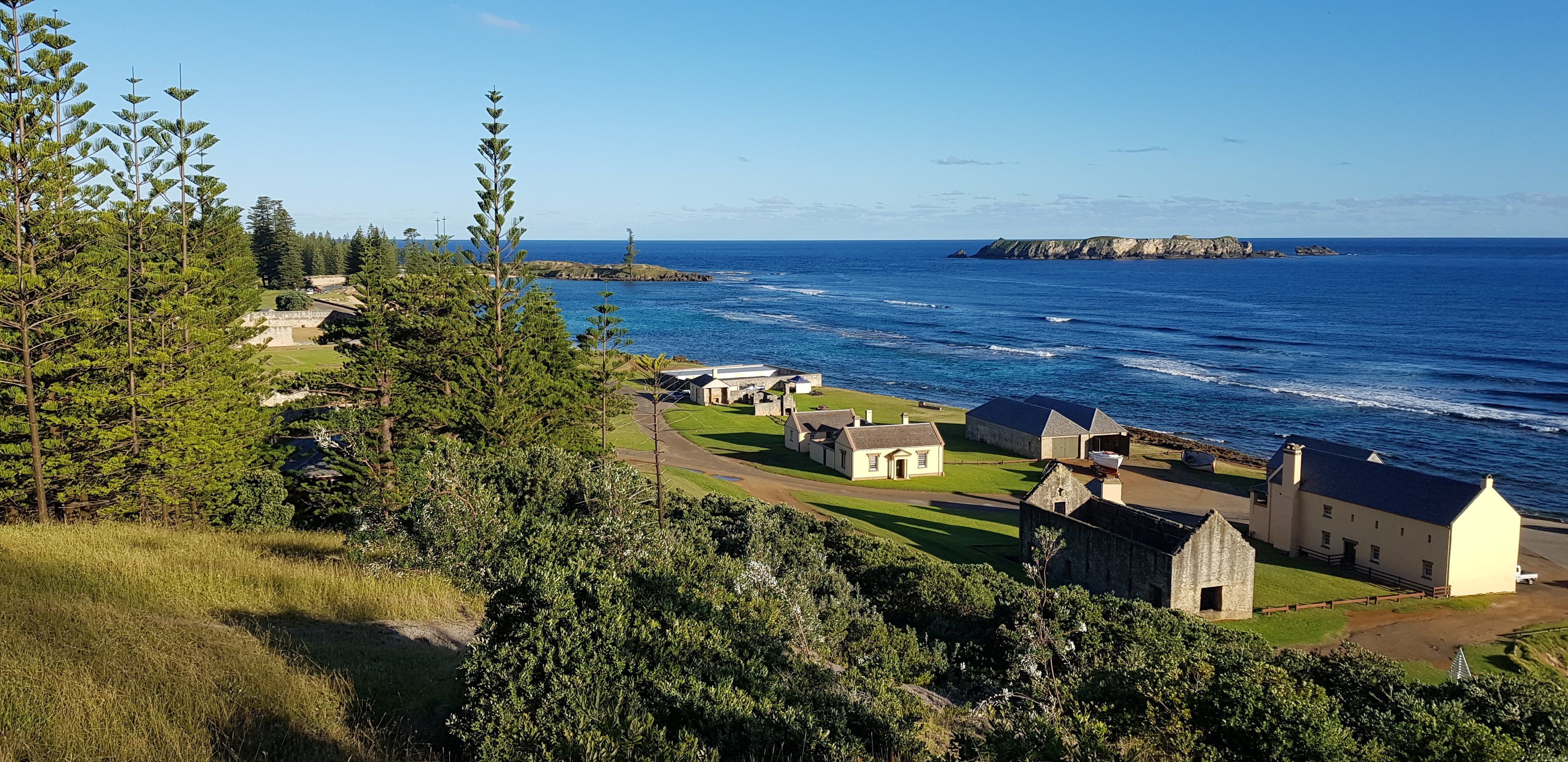
Vue générale
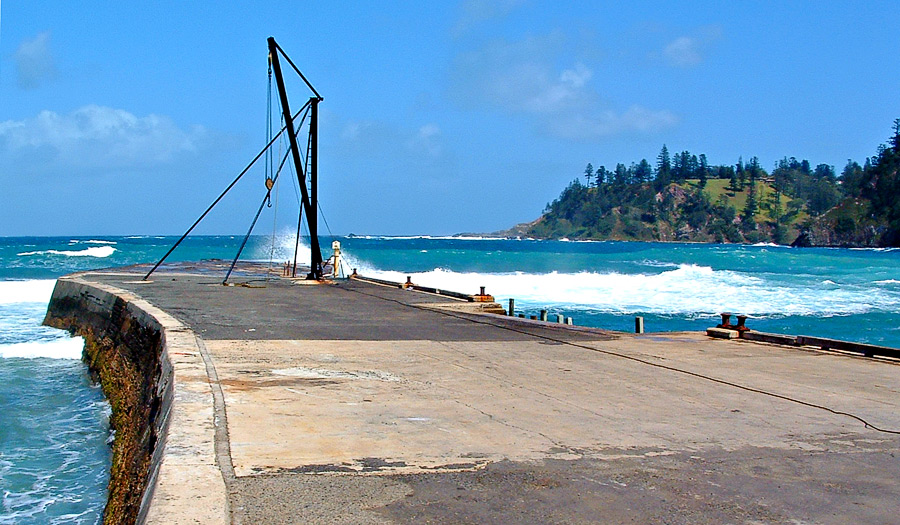
Jetée
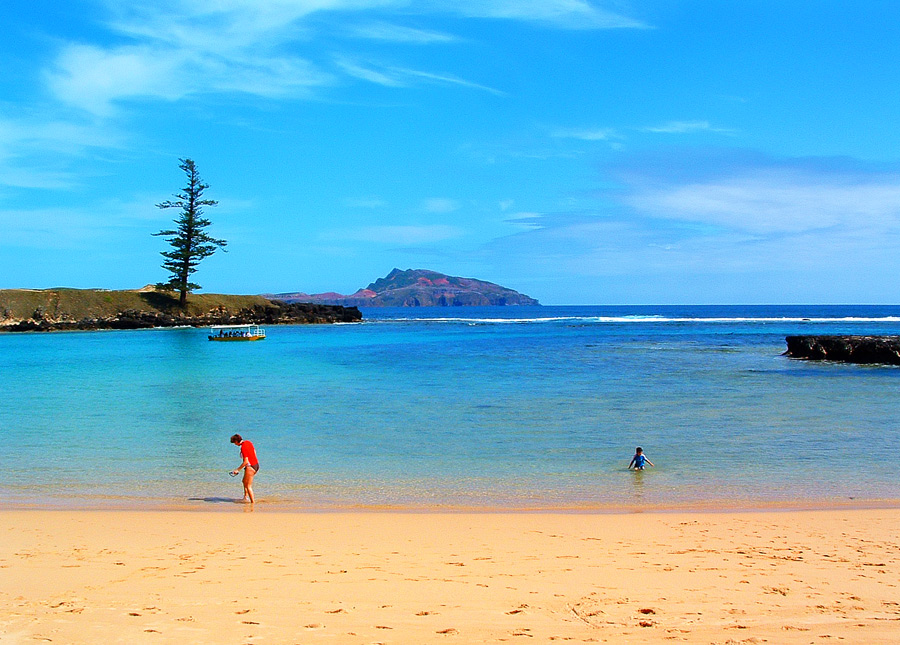
Emily Bay

### Hydrologie
Il n'y a pas de rivière à Kingston mais la ville fait face à l'océan Pacifique et possède deux baies qui sont séparées de l'océan par une bande de sable. Ce sont les baies Slaughter et Emily. Une partie de cette dernière a été utilisée comme carrière pour la construction des divers bâtiments pénitentiaires situés dans Kingston.

### Climat
Kingston bénéficie, d'après la classification de Köppen-Geiger, d'un climat subtropical humide chaud sans saison sèche (Cfa). La pluie est très abondante dans la capitale du Territoire avec des précipitations annuelles de 1 220,2 mm ; il n'y a pas vraiment de mois plus pluvieux qu'un autre, il pleut régulièrement durant toute l'année.
Son climat correspond à celui que l'on peut rencontrer à Manukau City (Nouvelle-Zélande), Gujan-Mestras (France), Nacogdoches (États-Unis) ou encore à Avilés (Espagne).
Les saisons ne sont pas distinctes. La période entre juin et septembre se démarque des autres mois avec des températures plus fraîches, un ensoleillement moins présent et plus de pluie.
En ce qui concerne les records de chaleur et de froid : le 7 janvier 1976, la température à Kingston atteint les 43°C alors que le 21 juillet 1982, la température atteint 1°C[réf. nécessaire].
| Mois                                            | jan.  | fév. | mars  | avril | mai   | juin  | jui.  | août | sep.  | oct.  | nov. | déc. | année   |
| ----------------------------------------------- | ----- | ---- | ----- | ----- | ----- | ----- | ----- | ---- | ----- | ----- | ---- | ---- | ------- |
| Température minimale moyenne (°C)               | 20    | 21   | 20    | 19    | 17    | 16    | 15    | 15   | 15    | 16    | 17   | 19   | 15,5    |
| Température moyenne (°C)                        | 22,5  | 23   | 22    | 21    | 19    | 17,5  | 17    | 17   | 17    | 18    | 19,5 | 21,5 | 19,6    |
| Température maximale moyenne (°C)               | 25    | 25   | 24    | 23    | 21    | 19    | 19    | 19   | 19    | 20    | 22   | 24   | 21,6    |
| Ensoleillement (h)                              | 434   | 377  | 387,5 | 345   | 325,5 | 315   | 325,5 | 341  | 360   | 387,5 | 405  | 434  | 5 248   |
| Précipitations (mm)                             | 112,4 | 77,9 | 73,7  | 118,6 | 106,5 | 121,1 | 131,3 | 98,5 | 106,5 | 74,5  | 99,6 | 99,5 | 1 220,2 |
| dont nombre de jours avec précipitations ≥ 1 mm | 10    | 8    | 8     | 10    | 9     | 11    | 12    | 12   | 11    | 10    | 9    | 10   | 110     |

### Voies de communication et transports

#### Réseau routier
Il n'existe pas réellement de délimitation entre les trois localités de l'île qui sont Kingston (la capitale, au sud), Burnt Pine (au centre) et Cascade (au nord est). Pour cette raison, le réseau routier présenté ci-dessous correspond au réseau traversant le centre et les voies permettant d'y accéder.
Une rue principale traverse Kingston d'ouest en est ; les principaux bâtiments de Kingston se situent de part et d'autre de cette rue. À l'ouest, la rue est dénommée Country Road ; au centre, Quality Row ; à l'est, Driver Christian Road. Cette rue forme un cercle passant au centre de Kingston et au sud-est de Burnt Pine. Elle permet un accès rapide vers les différents lieux situés au nord de Kingston.
Adjacentes à la rue, d'autres rues secondaires permettent d'accéder aux différentes habitations et à différents endroits plus isolés de l'île. Au nord de la rue principale, au niveau de l'église de Tous-les-Saints, on trouve Middlegate Road qui rejoint la Queen Elizabeth Avenue où se trouvent plusieurs commodités. Un peu plus loin, au niveau du No 10 Quality Row House Museum, la Rooty Hill Road permet d'accéder au Queen Elizabeth Lookout, un point du vue sur la ville, à la majorité des habitations de la capitale et à la Collins Head Road qui permet l'accès rapide à toutes les commodités de l'île ainsi qu'à la Stockyard Road permettant un accès à la partie est de l'île et aux réserves de Ball Bay et de de Point Blackbourne.
En ce qui concerne les rues adjacentes situées au sud de la rue principale, on retrouve au nord-ouest la Country Road en direction du sud-ouest de l'île et du sud des pistes de l'aéroport ; Pier Street, qui comme son nom l'indique permet l'accès à la jetée de Kingston ; Bounty Street, qui donne accès à la côte et au HMS Sirius Museum, la rue est nommée en hommage au HMS Bounty.
En ce qui concerne les autres rues, il n'y en a qu'une, Bay Street. Comme son nom l'indique, elle permet l'accès aux deux baies de la ville. Plus au nord-est, sans vraiment être dans le centre de Kingston, les rues Collins Head Road et Allendale Drive permettent un accès au sud-est de l'île et à des espaces d'accueil pour les touristes.
| Nom de rue            | Origine |
| --------------------- | --- |
| Country Road          | Cette rue serait l'une des toutes premières de l'île après l'arrivée des colons Britanniques sur l'île. Ce nom est conforme aux noms de rues données dans la plupart des colonies britanniques. La raison pour que ce soit cette rue qui porte ce nom serait d'après la description de l'environnement naturel de l'emplacement de cette dernière (country en anglais correspond à rural ou campagne en français). |
| Driver Christian Road | Cette rue pourrait faire référence à Fletcher Christian (qui est le nom d'une des rues de l'île : Fletcher Christian Road), l'un des mutins du HMS Bounty. |
| Middlegate Road       | Cette rue est nommée ainsi car elle permet d'accéder au lieu-dit homonyme sur la Queen Elizabeth Avenue, au centre de l'île. En ce qui concerne le nom Middlegate en lieu-même, il serait, tout comme la Country Road, un nom conforme aux noms de rues données par les colons britanniques dans une grande majorité des colonies.                                                                                 |
| Rooty Hill Road       | Cette rue est nommée ainsi en raison des nombreuses racines d'arbres (les Pins de Norfolk sont connus pour leurs grandes racines) rencontrées lors de la construction de la route. |
| Bay Street            | Tout comme la Country Road, Bay Street se nomme ainsi en raison de la description de l'environnement naturel de l'emplacement de la route (ici, le long des deux baies de Kingston). |

#### Réseau aérien

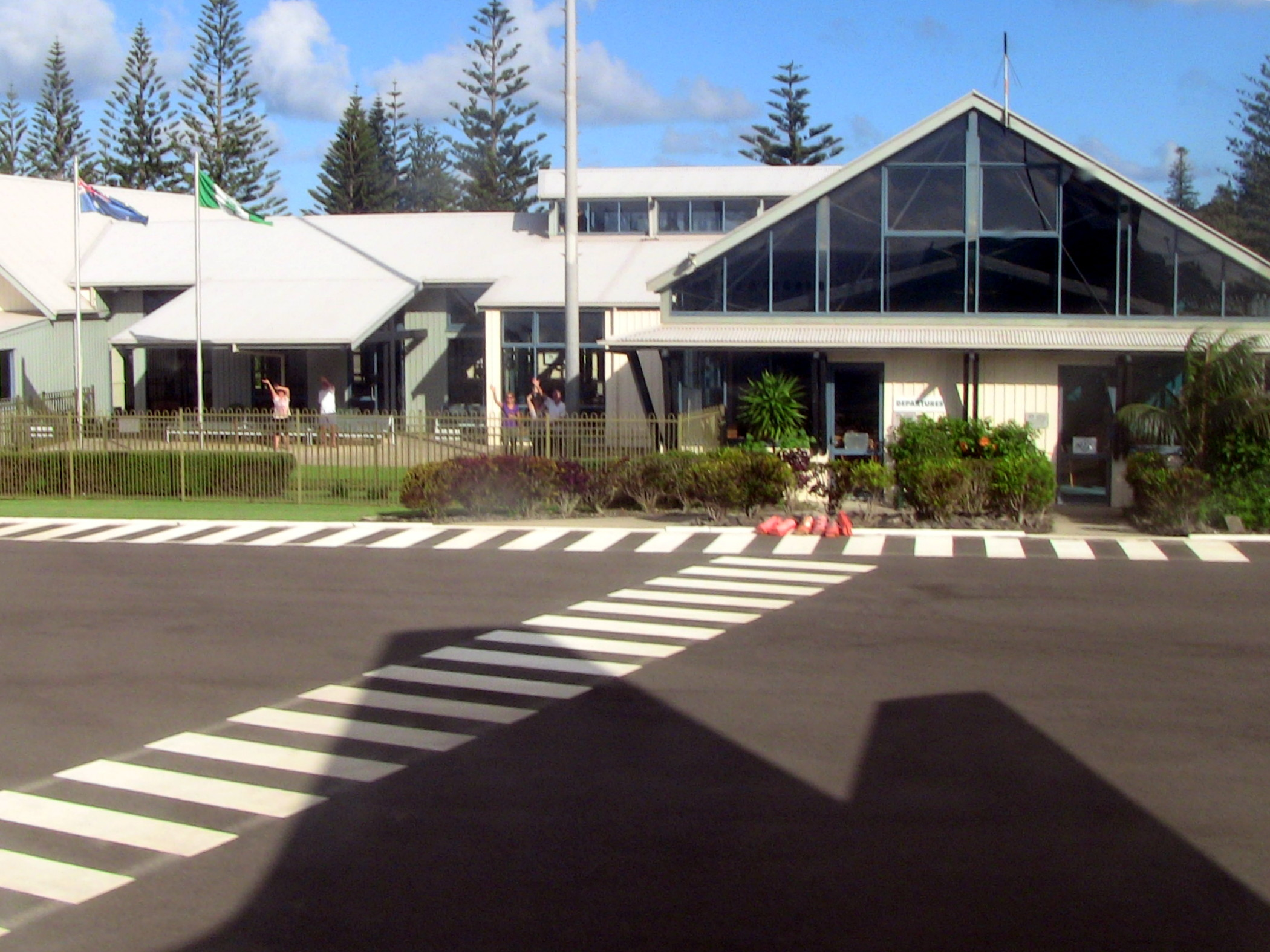
Terminal de l'aéroport de Norfolk.

Un aéroport international est situé au nord-ouest de Kingston, à 2,5 kilomètres de la ville. Les pistes ont été construites pendant la Seconde Guerre mondiale par l'armée britannique dans le but de contrer l'avancée des Japonais dans l'océan Pacifique ; après la guerre, les pistes sont réutilisées par le Territoire pour en faire un aéroport.
L'aéroport a atteint un trafic annuel de plus de 80 000 passagers au début des années 2000 alors qu'il a eu une fréquentation annuelle de moins de 55 000 passagers au début des années 1990 et 2010.

## Urbanisme

### Morphologie urbaine

#### Tissu urbain
Le tissu urbain de la capitale est directement attaché à celui de la ville voisine, Burnt Pine. Les bâtiments du centre sont éparpillés et espacés tandis qu'autour du centre, on trouve des maisons unifamiliales de type villa, espacées les unes des autres, mais qui forment tout de même une sorte de tissu urbain depuis le nord de Kingston jusqu'à l'aéroport de l'île. En ce qui concerne le centre, la ville est tournée autour des bâtiments de son passé (la colonie pénitentiaire).

#### Quartiers
Même si officiellement il n'existe pas de quartiers, on peut facilement nommer quelques zones bien caractéristiques qui forment alors des quartiers distincts. Premièrement, tout le centre-ville qui est très touristique et qui tourne autour des bâtiments de l'ancienne colonie. Deuxièmement, tout ce qui se trouve entre le centre de Kingston et Burnt Pine, où se situent les principales habitations de la capitale. Troisièmement, l'est de la ville où se situent des habitations et des logements pour les touristes. On peut citer également toute la partie sud des pistes de l'aéroport de Norfolk, bien que celle-ci ne fasse pas vraiment partie de Kingston.

### Architecture et aménagements
L'architecture de la capitale est assez particulière car dans le centre, les principaux bâtiments de la colonie pénitentiaire ont été conservés et se remarquent particulièrement du reste des nouvelles habitations de l'île.
Une jetée, ayant également servi de port, se situe à l'ouest de la capitale. Il a servi pendant un certain temps comme point d'entrée des prisonniers, des habitants et des navires apportant divers vivres pour le bon déroulement de l'île. Aujourd'hui, les bâtiments situés autour de la jetée ont été réhabilités en musées et en cafés.

## Histoire

### Découverte par les Européens et la colonie pénitentiaire
L'histoire de la ville est directement liée à celle de Norfolk. Cette dernière est découverte par le capitaine britannique James Cook le 10 octobre 1774 et colonisée plus de trois ans plus tard en mars 1778 (pour en faire une colonie pénitentiaire secondaire en corrélation avec celle de Sydney). Pendant cette période, la colonie pénitentiaire devient l'une des plus importantes de l'Australie ; elle est surtout connu pour le travail pénitentiaire autour de l'exploitation du bois du Pin de Norfolk (qui est à l'origine de la renommée de l'île).
En raison des difficultés de communiquer avec le reste du monde, l'île est abandonnée en 1814 et les colons partent s'installer en Tasmanie.

Le 25 juin 1825, plus de dix ans après le départ des colons vers la Tasmanie, une colonie pénitentiaire est installée de nouveau sur l'île, à Kingston, par le capitaine Turton. Ce qu'il reste de cette colonie est protégé depuis 2010 en tant que patrimoine mondial de l'UNSECO sous le nom de Kingston and Arthurs Vale Historic Area sur la liste des sites de bagnes australiens (onze sites de colonies pénitentiaires éparpillés en Australie). Ce site, mais aussi l'île, sera de nouveau laissé à l'abandon par les colons en 1856 ou 1855.

Photos anciennes de Kingston
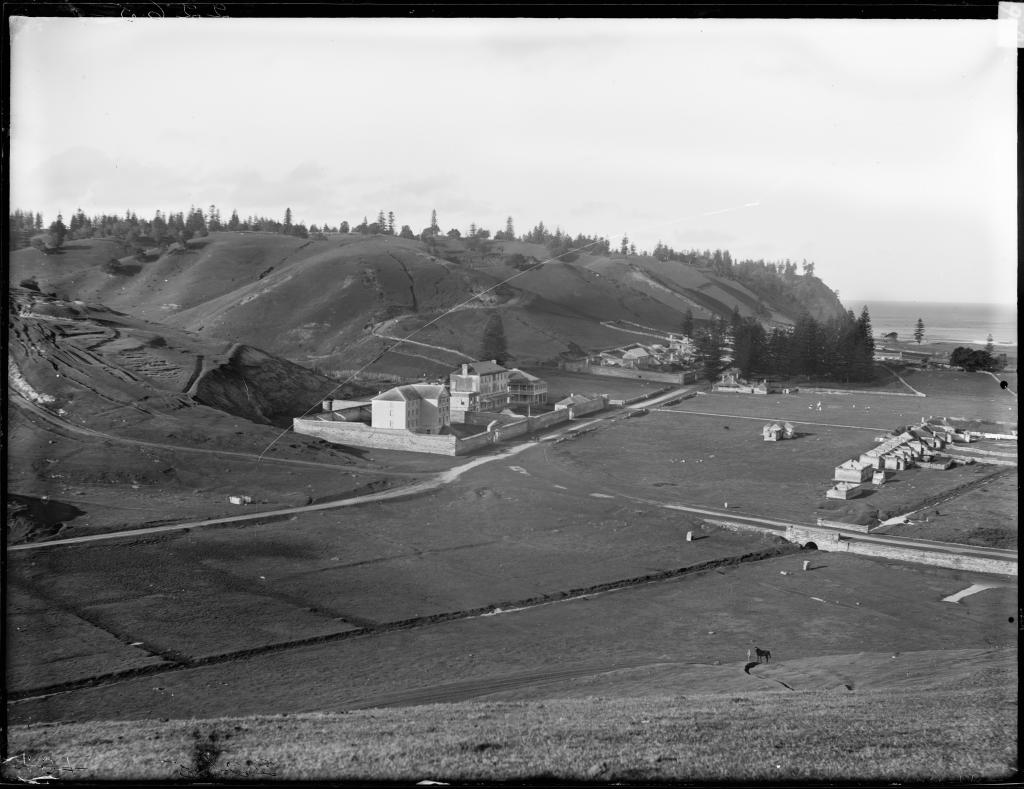
Kingston
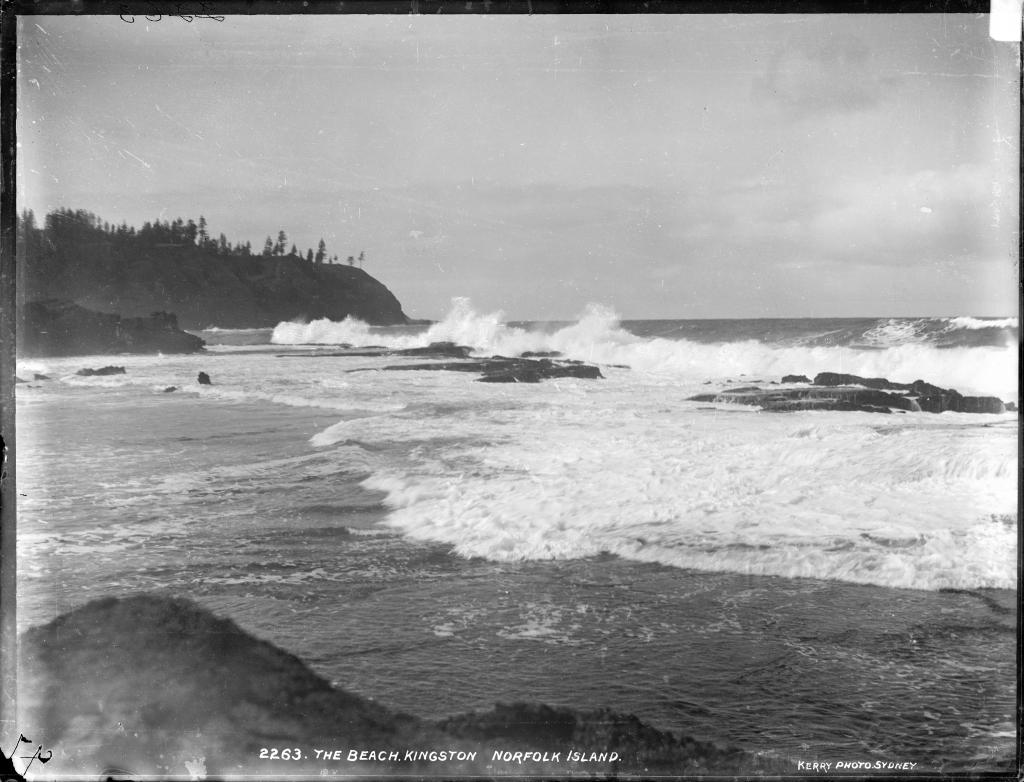
Littoral
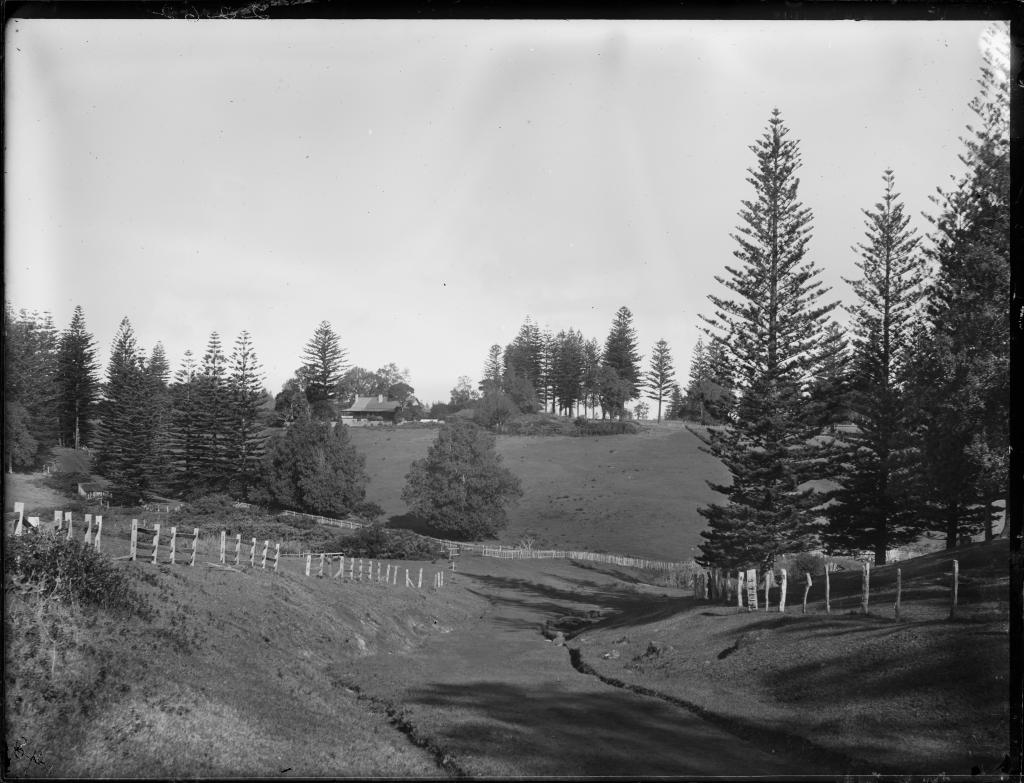
Vue de Kingston
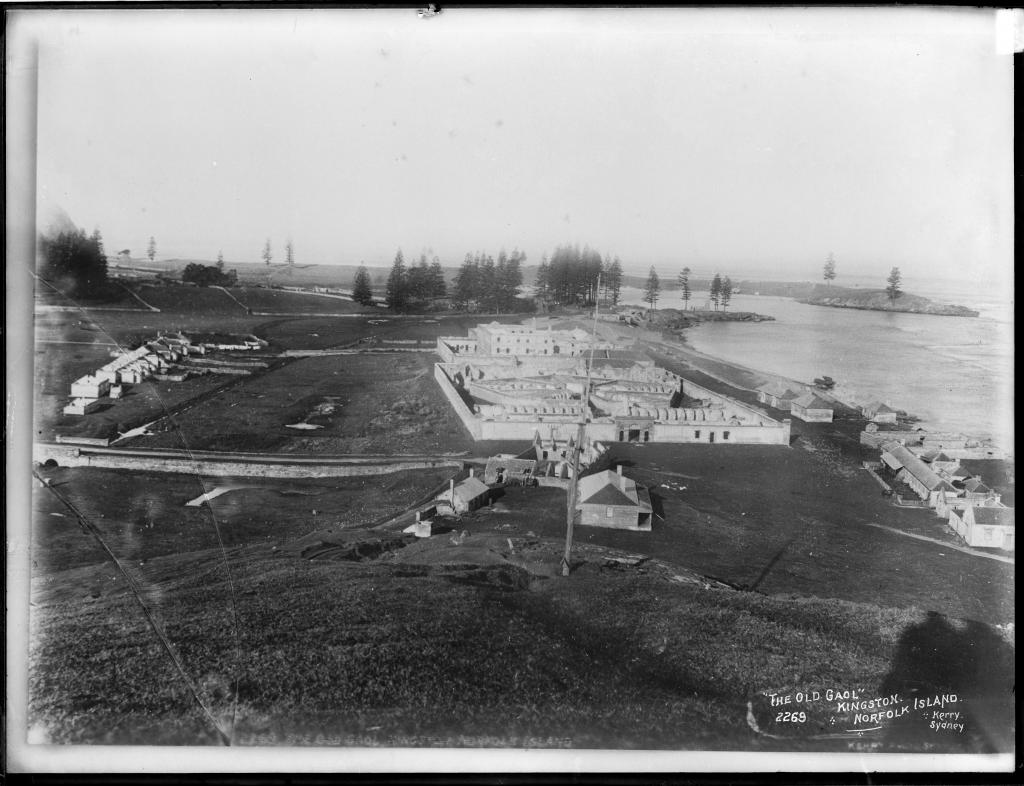
La prison
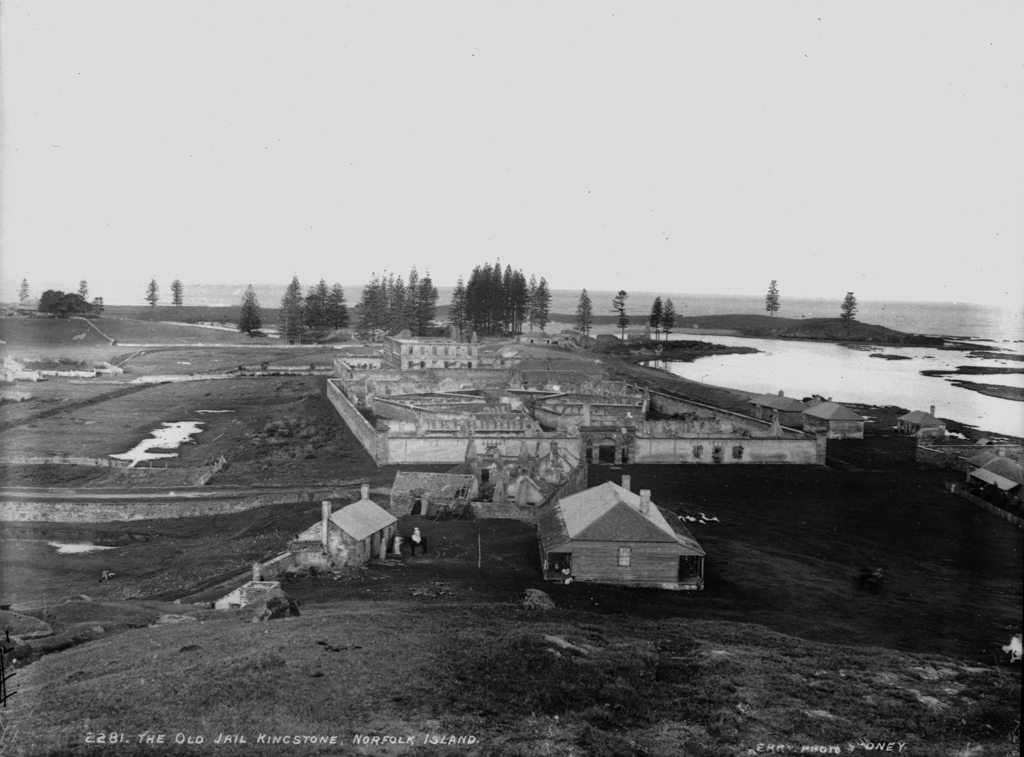
La prison
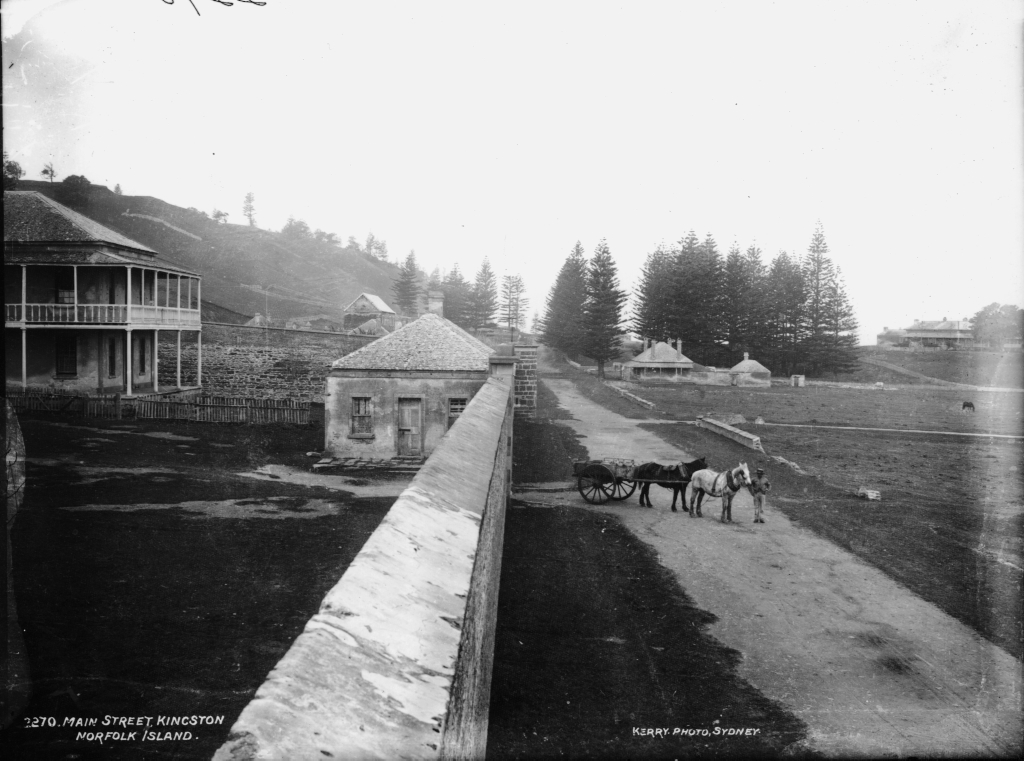
La rue principale

### Le Territoire
La ville devient officiellement la capitale du Territoire de Norfolk depuis la signature du « Norfolk Island Act » de 1979.

### Mutins du Bounty
En 1788, l'Angleterre, qui détient l'île Norfolk, demande au capitaine Bligh (qui commande le HMS Bounty) de ramener de Tahiti des plants d'arbres pour les planter dans d'autres colonies britanniques, notamment aux Caraïbes. Sur le chemin du retour de la mission, le second, Christian Fletcher, ainsi qu'une grande partie de l'équipage se mutinent contre le capitaine et vont se cacher sur l'île Pitcairn pendant plus de 70 ans. Ils furent finalement retrouvés et le 8 juin 1856, ils sont envoyés sur l'île avec leur 194 descendants. En 1983, ces descendants représentaient plus du tiers de la population de Norfolk.

## Économie
L'île utilise le dollar australien comme monnaie et son économie est principalement tournée sur le tourisme,.

### Tourisme
L'économie de la ville, mais aussi de l'île en général, est tournée sur le tourisme. On peut citer dans la ville, par exemple, le site de l'UNESCO, le No 10 Quality Row House Museum, l'église de Tous-les-Saints, Lone Pine et le Convict Hospital.
L'entrée sur l'île est très facile car l'île est un port franc et les formalités d'entrée sont simplifiées.

## Voir Aussi
- Site officiel
- Notice dans un dictionnaire ou une encyclopédie généraliste :   - Britannica
- Notices d'autorité :   - VIAF
  - LCCN
  - Israël
  - WorldCat